# James Moorhouse
James Moorhouse (n. 1 ianuarie 1924, Copenhaga, Danemarca – d. 6 ianuarie 2014) a fost un om politic britanic, membru al Parlamentului European în perioadele 1979-1984, 1984-1989, 1989-1994 și 1994-1999 din partea Regatului Unit.